# IV. Szenuszert
IV. Szenuszert (uralkodói nevén Szenoferibré) az ókori Egyiptom egyik fáraója volt, aki Thébában uralkodott a második átmeneti kor idején. Kronológiai helyzete bizonytalan, még az is vitatott, melyik dinasztiához tartozott.

## Helye a kronológiában
Jürgen von Beckerath szerint IV. Szenuszert a XIII. dinasztia végéhez tartozott, Kim Ryholt a XVI. dinasztiához sorolja, Norbert Dautzenberg felvetése szerint a XVII. dinasztia végéhez tartozott. Dautzenberg arra alapozza feltételezését, hogy szerinte a torinói királylista 11. oszlopának 4. sora Szenuszertet említi. 
Szintén neki tulajdonítja a medamudi templom egyik kapuján látható graffitót, ami egy Szenuszert nevű királyt említ, mert a kapu díszítésére a XVII. dinasztia elejéhez tartozó I. Szobekemszaf uralkodása alatt került sor. Ryholt mindkét felvetést elutasítja; egyrészt felhívja rá a figyelmet, hogy a torinói papirusz 11.4 bejegyzése nem felel meg Szenuszert nevének, másodsorban megjegyzi, hogy a medamudi templom kapuja III. Szenuszert alatt épült, így a graffito inkább rá utalhat, mintsem IV. Szenuszertre.
Von Beckerath szerint elődje egy ismeretlen uralkodó volt, utódja VI. Montuhotep; az új kronológia szerint elődje VI. Montuhotep, utódja Upuautemszaf.

## Említései
IV. Szenuszertet említi a karnaki királylista, uralkodói nevén, Szenofer[…]réként. Legfontosabb kortárs említése 2,75 méter magas, rózsaszín gránitból készült szobra, melyet Georges Legrain fedezett fel 1901-ben Karnakban, és ma a kairói Egyiptomi Múzeumban található (CG 42026), Egyéb említései közé tartoznak egy kőtömb El-Todból és egy sztélé jobb felső sarka, melyet szintén Legrain fedezett fel Karnakban 1907-ben, és melyen IV. Szenuszert első uralkodási éve semu évszaka 2. havának 1. napját említik. Stilisztikai alapon az ő uralkodására datálnak egy edfui ajtókeretet és egy fejsze pengéjét, melyen a Szenuszert név áll, utóbbit azonban egyesek I. Szenuszertnek tulajdonítják.

## Név, titulatúra
A fáraók titulatúrájának magyarázatát és történetét lásd az Ötelemű titulatúra szócikkben.
| G5 |

| G5 |

| wHm | anx |

| wHm | anx |

| wHm | anx |

| wHm | anx |

| G5 |

| G5 |

| wHm | anx |

| wHm | anx |

| wHm | anx |

| wHm | anx |

| G16 |

| G16 |

| s | anx | tA · tA |

| s | anx | tA · tA |

| G16 |

| G16 |

| s | anx | tA · tA |

| s | anx | tA · tA |

| G8 |

| G8 |

| nfr | xa · Z2 |

| nfr | xa · Z2 |

| G8 |

| G8 |

| nfr | xa · Z2 |

| nfr | xa · Z2 |

| M23 | L2 |

| M23 | L2 |

| ra | s | nfr | ib |

| ra | s | nfr | ib |

| ra | s | nfr | ib |

| ra | s | nfr | ib |

| ra | s | nfr | ib |

| ra | s | nfr | ib |

| ra | s | nfr | ib |

| ra | s | nfr | ib |

| M23 | L2 |

| M23 | L2 |

| ra | s | nfr | ib |

| ra | s | nfr | ib |

| ra | s | nfr | ib |

| ra | s | nfr | ib |

| ra | s | nfr | ib |

| ra | s | nfr | ib |

| ra | s | nfr | ib |

| ra | s | nfr | ib |

| G39 | N5 | \| \| |
|     |    |       |

|  |

| G39 | N5 | \| \| |
|     |    |       |

|  |

| wsr | s | D21 · t | z · n |

| wsr | s | D21 · t | z · n |

| wsr | s | D21 · t | z · n |

| wsr | s | D21 · t | z · n |

| wsr | s | D21 · t | z · n |

| wsr | s | D21 · t | z · n |

| wsr | s | D21 · t | z · n |

| wsr | s | D21 · t | z · n |

| G39 | N5 | \| \| |
|     |    |       |

|  |

| G39 | N5 | \| \| |
|     |    |       |

|  |

| wsr | s | D21 · t | z · n |

| wsr | s | D21 · t | z · n |

| wsr | s | D21 · t | z · n |

| wsr | s | D21 · t | z · n |

| wsr | s | D21 · t | z · n |

| wsr | s | D21 · t | z · n |

| wsr | s | D21 · t | z · n |

| wsr | s | D21 · t | z · n |

## Fordítás
- Ez a szócikk részben vagy egészben  a   Senusret IV című angol Wikipédia-szócikk ezen változatának fordításán alapul.  Az eredeti cikk szerkesztőit annak laptörténete sorolja fel. Ez a jelzés csupán a megfogalmazás eredetét és a szerzői jogokat jelzi, nem szolgál a cikkben szereplő információk forrásmegjelöléseként.